# Blepisanis atricollis
Blepisanis atricollis là một loài bọ cánh cứng trong họ Cerambycidae.